# Креольский язык Торресова пролива
Крео́льский язы́к То́рресова проли́ва — креольский язык, распространённый на островах Торресова пролива в австралийском штате Квинсленд. Также используется в некоторых населённых пунктах мыса Йорк и на юго-западном побережье Папуа — Новой Гвинеи. Большая часть носителей языка — аборигены островов Торресова пролива.

## Происхождение
Как и другие креольские языки региона, креольский язык Торресова пролива возник в результате контактов коренного населения, говорящего на австралийских и папуасских языках, с моряками, торговцами, колонистами и миссионерами, говорившими на английском и, реже, других европейских и азиатских языках. Первые письменные свидетельства этого языка относятся к первой половине XIX века.
Язык имеет несколько названий, встречающихся в академической литературе, и самоназваний. Наиболее частотные из них — yumplatok («наш язык») и brokan («сломанный», от «ломаный английский»).

## Пример текста

### Молитва «Отче наш»
Padha blo mipla, yu we yu stap dhe antap lo eben,

Nem blo yu mipla mas mekem oliwan,

Bambai basalaya blo yu i mas kam,

Òl i mas meke laik blo yu iya lo apaguwa, òlsem òl i mekem we eben.

Gibi dhamba blo tide pò mipla,

Pigibi òlgedha nugud pasen blo mipla, òlsem mipla pigibi nugud pasen blo dhempla we òl i meke nugud pasen pò mipla.

No libi mipla go pò laik pò nugud thing,

Kasa dhasòl lego mipla prom nugudwan.

(Waze basalaya i blo yu, 'ne pawa,'ne glòri,)

Amen.